# Волков, Василий Иванович (художник)
Василий Иванович Волков (6 января 1921, д. Агарково, Ржевский уезд, Тверская губерния, РСФСР — 12 июня 2014, Тверь, Российская Федерация) — советский и российский художник-пейзажист, искусствовед, народный художник Российской Федерации (2005).

## Биография
Детство и юность провел в Калинине. Занимался в художественных студиях: сначала в школьной при Доме художественного воспитания детей, затем в студии Николая Яковлевича Борисова — художника с академическим образованием, ученика И. Е. Репина. В 1938 году работы начинающего живописца были отмечены московскими художниками, приехавшими в калининский Дом учителя (среди них — И. Э. Грабарь, В. Н. Бакшеев, А. А. Осмеркин, Г. Г. Нисский).
В 1939 году был призван в армию, участник Великой Отечественной войны. В 1946 году вернулся в Калинин в звании комсорга батальона. С 1946 году начал работать в товариществе «Калининский художник», в 1949—1951 годах — председатель его правления. Большую роль в становлении живописца сыграла Академическая дача им. И. Е. Репина, ставшая его главной художественной школой. Здесь определилось его пейзажное дарование, хотя в своем творчестве он обращался он и к жанру, и к политическому плакату, к книжной иллюстрации, к эстампу и монотипии.
Член Союза художников России с 1960 года. 
Особое место в его творчестве занимает городской пейзаж. К наиболее известным произведениям художника относят полотна: «Весна» (1958), «Исток Волги» (1964), «Тверской проспект» (1974).
Долгие годы руководил Тверским отделением Союза российских художников (1974—1983) и правлением художественного фонда (1953—1963). Член правления Союза художников РСФСР (1981-86).
Избирался депутатом Калининского городского совета (1975-80).

## Награды и звания
- Медаль «За победу над Германией в Великой Отечественной войне 1941—1945 гг.».
- Медаль «За доблестный труд. В ознаменование 100-летия со дня рождения Владимира Ильича Ленина»».
- Народный художник России (2005).
- Почетный гражданин Твери[3].